# Cestrum microphyllum
Cestrum microphyllum är en potatisväxtart som beskrevs av Jean Jules Linden och Michel Félix Dunal. Cestrum microphyllum ingår i släktet Cestrum och familjen potatisväxter. Inga underarter finns listade i Catalogue of Life.